# Anthony Boldewijn Gijsbert van Dedem
Anthony Boldewijn Gijsbert van Dedem, heer van de Gelder (Wijhe, 23 augustus 1774 - Pievepelago (Italië), 14 augustus 1825) was een Nederlands generaal, ridder in de Orde van St. Louis.

## Familie
Van Dedem was lid van de familie Van Dedem en een zoon van ambassadeur Frederik Gijsbert van Dedem (1743-1820) en Adriana Johanna Sloet, vrouwe van Lindenhorst (1745-1815). Hij bleef ongehuwd.

## Loopbaan
Van Dedem volgde, op tienjarige leeftijd, zijn vader naar Constantinopel, reisde later alleen door de Levant en Egypte en keerde daarna naar Nederland terug. Hier toonde hij zich een groot voorstander van de revolutie  maar had daarnaast grote sympathie voor prins Frederik van Oranje; hij werd door Overijssel afgevaardigd naar de Staten-Generaal en werd in 1795, nauwelijks 21 jaar oud, als gevolmachtigd minister naar Stockholm en naar Parijs gezonden. In 1798 keerde hij uit Frankrijk naar het vaderland terug, maar nam bij de Engelse inval dienst bij de staf van generaal Daendels, met wie hij de veldtocht in Noord-Holland meemaakte, tot hij op 19 september 1799, in de Slag bij Bergen, door het neervallen van zijn dodelijk gewonde paard, door de Engelsen krijgsgevangen werd gemaakt. Hij werd al snel uitgewisseld en als commissaris naar Londen gezonden voor de toezicht bij de gevangenenruil. Na zijn terugkeer in het vaderland vervulde Van Dedem verschillende gezantschappen, onder meer naar Londen, Stuttgart, Florence, Rome en Parijs, waar hij tot 1806 verbleef. Door Schimmelpenninck tot generaal-majoor bevorderd, benoemde koning Lodewijk hem tot eerste kamerheer en zond hem als gezant naar Cassel en Napels. Hij werd uit Napels teruggeroepen om zitting te nemen in de krijgsraad, die de generaals Marchant en Radet moest veroordelen.
Gedurende de inlijving van Nederland bij het Franse Rijk ging Van Dedem in Franse dienst over; hij behield zijn rang, maar diende in ondergeschikte betrekking. Napoleon benoemde hem tot comte de l'empire (graaf) en tot brigadegeneraal bij de bezetting van Hamburg, maar toen de oorlog met Rusland uitbrak, kreeg hij het bevel over een brigade, behorende tot het eerste legerkorps onder commando van de koning van Napels. Als zodanig onderscheidde hij zich in de gevechten en veldslagen bij Lützen, Bautzen, Leipzig, Parma en Piacenza en keerde in 1814 naar Nederland terug, waar hij vruchteloos zijn diensten aanbood aan koning Willem I. Daarop vertrok Van Dedem naar Frankrijk en werd door Lodewijk XVIII aangesteld als generaal. Hij werd in 1816 benoemd tot commandant van het departement Jura, tot generaal-inspecteur van de infanterie en ontving de ridderorde van St. Louis. Hij werd in 1816 van al zijn rechten als Nederlander vervallen verklaard, waardoor hij ook zijn Nederlandse adeldom en het predicaat van jonkheer verloor. Zijn laatste jaren woonde hij ambteloos in Italië en overleed daar in 1825. Zijn zus jkvr. Johanna Philippina Hermanna van Dedem (1772-1860) erfde van hem de Gelder.
Van Dedems mémoires werden in 1900 in Parijs uitgegeven door zijn verre verwant Catharina Elisabeth Boldewina van Dedem.